# Żaluzja

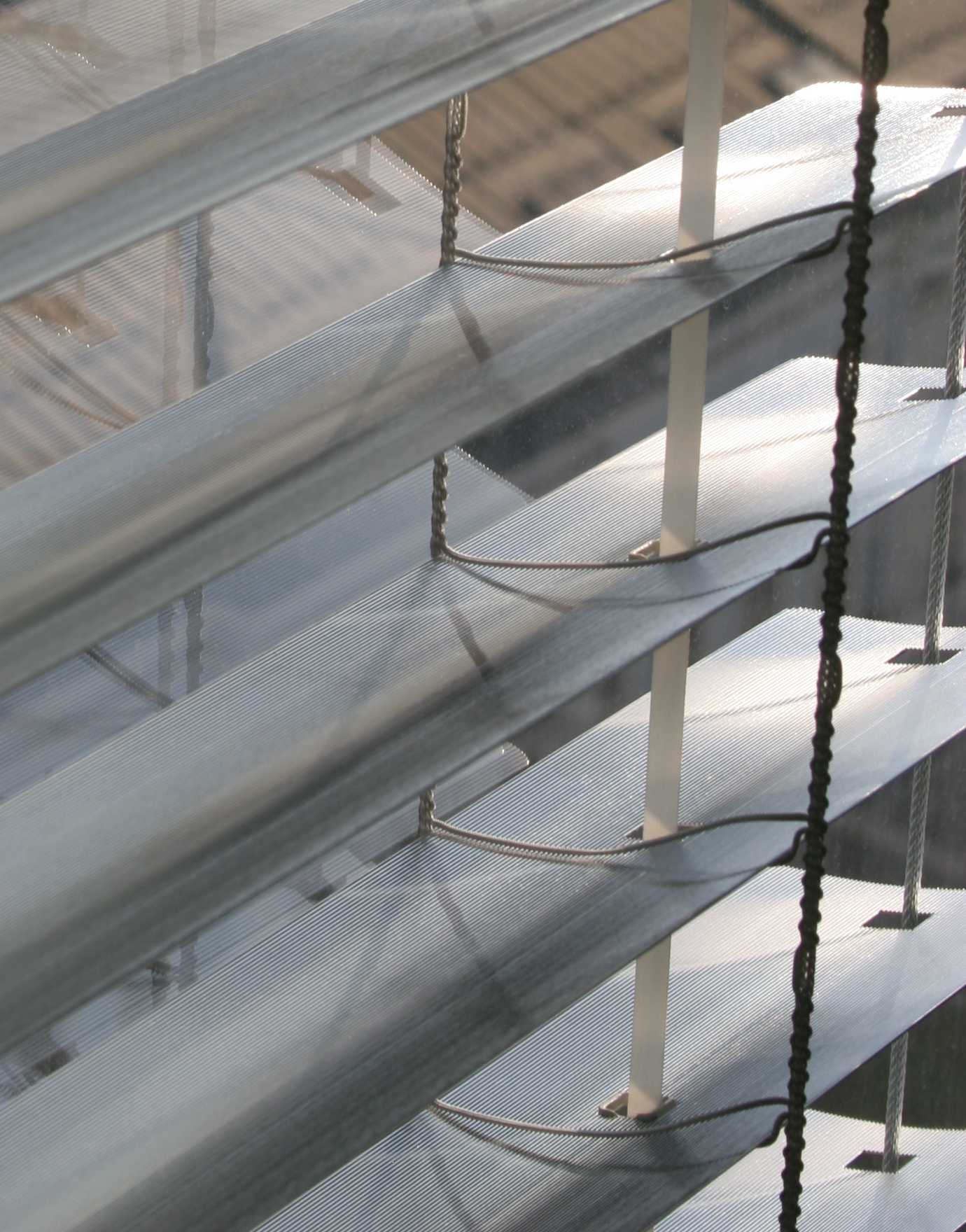
Żaluzja pozioma

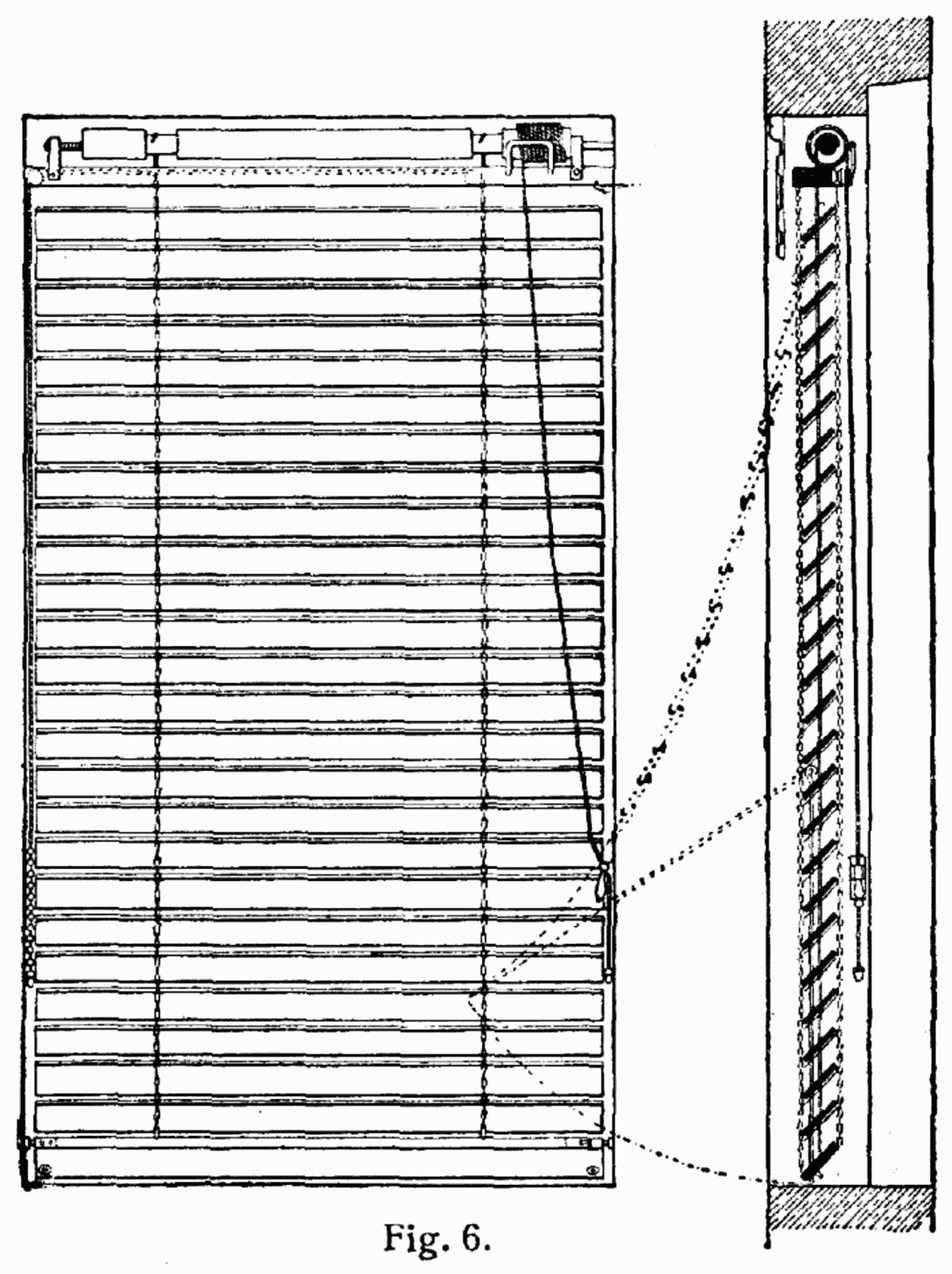
Konstrukcja żaluzji

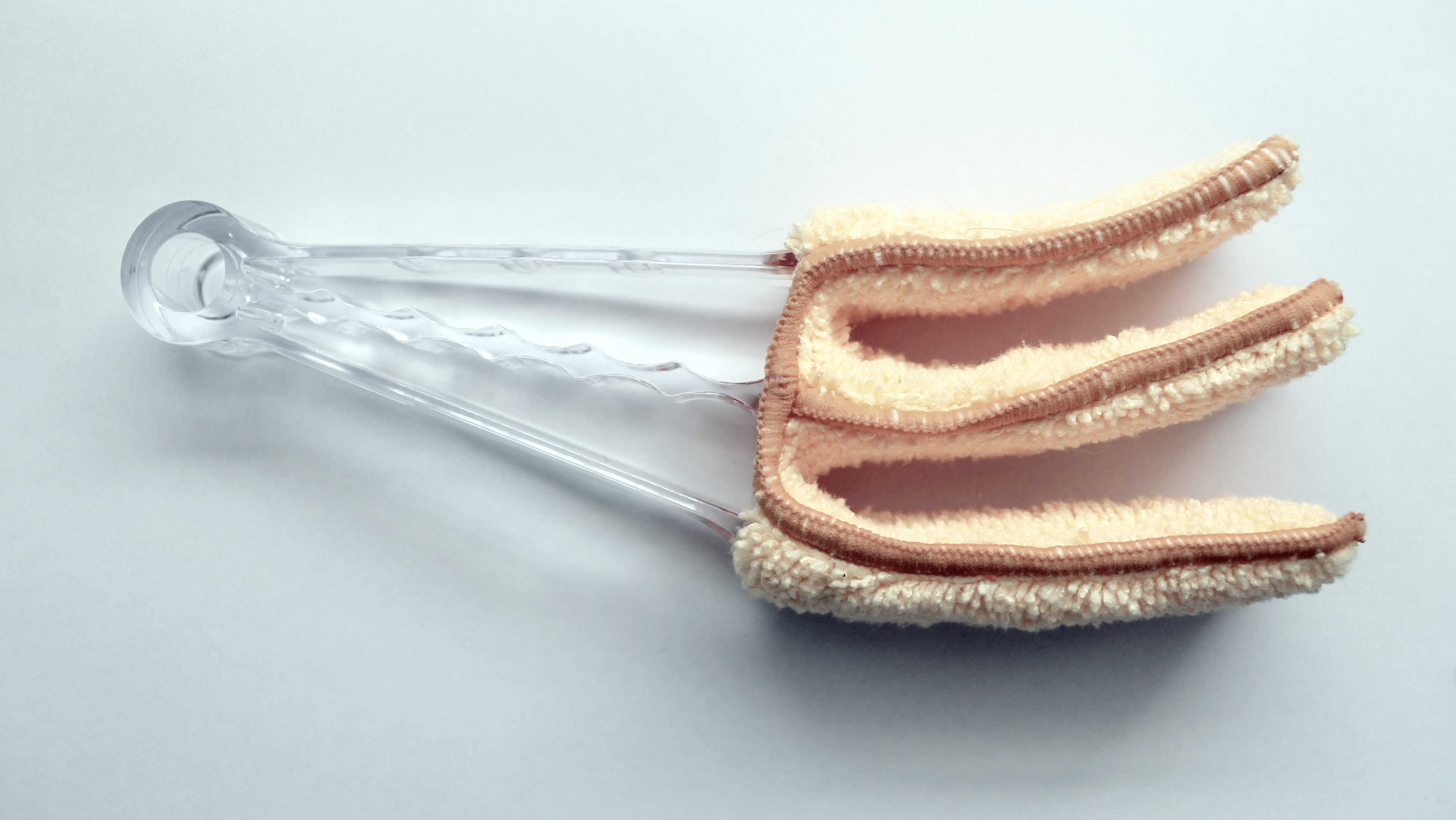
Czyścik do żaluzji

Żaluzja – osłona przeciwsłoneczna przesłaniająca wielopłaszczyznowo otwór budowlany.

## Podział żaluzji
StałaListewki (najczęściej aluminium, drewno, stal) ją tworzące zamontowane są na stałe pod pewnym kątem. Montowane są na elewacji, przed balkonami lub pod pewnym kątem do elewacji jako tzw. łamacze światła.
Pozioma zewnętrznaZłożona z listewek taśm (lamel) aluminiowych 50-100 mm montowanych w drabinkach sznurkowych, przy pomocy których można zmieniać kąt ułożenia listewek. Do podnoszenia służą najczęściej przekładnie ze sznurem bezkońcowym, przekładnie z korbą lub silniki elektryczne. Lamele prowadzone są w prowadnicach lub na naciągniętych po bokach linkach.
Pozioma (wenecka)Złożona z listewek drewnianych, taśm (lamelek) metalowych 16, 25, 35 mm, 50 mm lub z PVC montowanych w drabinkach sznurkowych, przy pomocy których można zmieniać kąt ułożenia listewek. Do podnoszenia służą przeplecione przez otworki w lamelkach linki lub tasiemki. Napęd podnoszenia stanowią bezpośrednio pociągane linki (sznurki), przekładnie z łańcuszkiem koralikowym lub silnik elektryczny.
Pionowa (vertical)Złożona z pionowo zawieszonych tekstylnych pasów, taśm PVC lub aluminium,  szer. 127 mm, 89 mm lub 50 mm. W szynie u góry znajduje się mechanizm pozwalający na zsuwanie na boki oraz zmianę kąta ułożenia lamel. Sterowanie ręczne lub elektryczne.
TechnicznaWielopłaszczyznowy mechanizm zamykania przepływu światła, cieczy, gazu. Najbardziej rozpowszechnione są żaluzje wentylacyjne.